# Randolph County (Indiana)
Randolph County ist ein County im Bundesstaat Indiana der Vereinigten Staaten. Der Verwaltungssitz (County Seat) ist Winchester.

## Geographie
Das County liegt im Osten von Indiana, grenzt an Ohio und hat eine Fläche von 1174 Quadratkilometern, wovon ein Quadratkilometer Wasserfläche ist. Es grenzt in Indiana im Uhrzeigersinn an folgende Countys: Jay County, Wayne County, Henry County und Delaware County.

## Geschichte
Randolph County wurde am 10. Januar 1818 aus Teilen des Wayne County gebildet. Benannt wurde es nach dem Randolph County in North Carolina, aus dem die meisten der frühen Siedler stammten.
12 Bauwerke und Stätten des Countys sind im National Register of Historic Places eingetragen (Stand 4. September 2017).

## Demografische Daten
Nach der Volkszählung im Jahr 2000 lebten im Randolph County 27.401 Menschen in 10.937 Haushalten und 7798 Familien. Die Bevölkerungsdichte betrug 23 Einwohner pro Quadratkilometer. Ethnisch betrachtet setzte sich die Bevölkerung zusammen aus 98,06 Prozent Weißen, 0,26 Prozent Afroamerikanern, 0,18 Prozent amerikanischen Ureinwohnern, 0,15 Prozent Asiaten, 0,03 Prozent Bewohnern aus dem pazifischen Inselraum und 0,59 Prozent aus anderen ethnischen Gruppen; 0,73 Prozent stammten von zwei oder mehr Ethnien ab. 1,22 Prozent der Bevölkerung waren spanischer oder lateinamerikanischer Abstammung.
Von den 10.937 Haushalten hatten 31,5 Prozent Kinder unter 18 Jahre, die mit ihnen im Haushalt lebten. 58,9 Prozent waren verheiratete, zusammenlebende Paare, 8,7 Prozent waren allein erziehende Mütter und 28,7 Prozent waren keine Familien. 25,0 Prozent waren Singlehaushalte und in 11,9 Prozent lebten Menschen mit 65 Jahren oder darüber. Die Durchschnittshaushaltsgröße betrug 2,48 und die durchschnittliche Familiengröße lag bei 2,95 Personen.
25,2 Prozent der Bevölkerung waren unter 18 Jahre alt, 7,9 Prozent zwischen 18 und 24, 27,3 Prozent zwischen 25 und 44 Jahre. 23,8 Prozent zwischen 45 und 64 und 15,8 Prozent waren 65 Jahre alt oder älter. Das Durchschnittsalter betrug 38 Jahre. Auf 100 weibliche Personen kamen 96,2 männliche Personen. Auf 100 Frauen im Alter von 18 Jahren und darüber kamen 92,8 Männer.
Das jährliche Durchschnittseinkommen eines Haushalts betrug 34.544 USD, das Durchschnittseinkommen der Familien 40.855 USD. Männer hatten ein Durchschnittseinkommen von 30.951 USD, Frauen 20.634 USD. Das Prokopfeinkommen betrug 16.954 USD. 8,3 Prozent der Familien und 11,1 Prozent der Bevölkerung lebten unterhalb der Armutsgrenze.

## Orte im County
- Albany
- Arba
- Bartonia
- Bloomingport
- Buena Vista
- Crete
- Deerfield
- Fairview
- Farmland
- Georgetown
- Harrisville
- Haysville Corner
- Huntsville
- Losantville
- Lynn
- Maxville
- Modoc
- Mull
- New Lisbon
- New Pittsburg
- Parker City
- Pinch
- Randolph
- Ridgeville
- Rural
- Saratoga
- Scott Corner
- Shedville
- Snow Hill
- South Salem
- Spartanburg
- Stone
- Union City
- Unionport
- Winchester
- Windsor

Townships
- Franklin Township
- Green Township
- Greensfork Township
- Jackson Township
- Monroe Township
- Stoney Creek Township
- Union Township
- Ward Township
- Washington Township
- Wayne Township
- White River Township